# Omega (budynek)
Omega – wysokościowiec w Poznaniu, mieszczący się w dzielnicy Jeżyce przy ulicy Dąbrowskiego 79, między wieżowcem dawnego Collegium Adama Wrzoska w Poznaniu, a budynkiem Wiepofamy.

## Charakterystyka
Jest to biurowiec klasy "A" i powierzchni ok. 7,6 tys. m². Posiada 15 kondygnacji naziemnych oraz dwupoziomowy parking podziemny mieszczący 120 samochodów (przed budynkiem jest dodatkowo 30 miejsc). Budynek posiada 13 pięter, a jego wysokość to 53,5 metra. Zajmuje 47. miejsce w rankingu najwyższych budynków Poznania. Obiekt jest w pełni dostosowany do potrzeb osób niepełnosprawnych.
Projektantem budynku była Pracownia Architektoniczna Arcada.

## Bibliografia

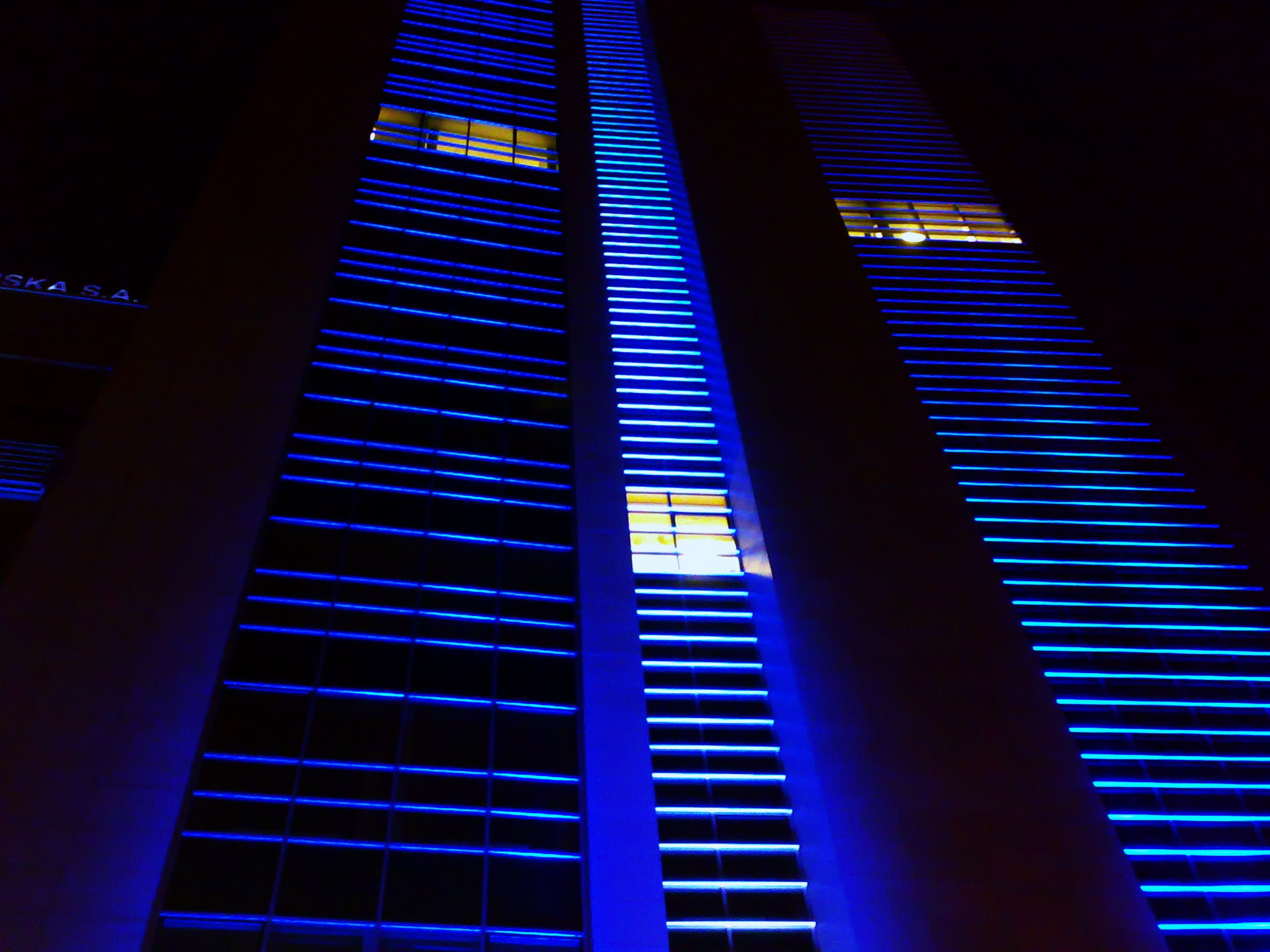
Omega nocą